# Рідкодубівська сільська рада (Дворічанський район)
Рідкоду́бівська сільська́ ра́да — адміністративно-територіальна одиниця та орган місцевого самоврядування у Дворічанському районі Харківської області. Адміністративний центр — село Рідкодуб.

## Загальні відомості
- Рідкодубівська сільська рада утворена 14 жовтня 1945 року.
- Територія ради: 45,939 км²
- Населення ради: 750 осіб (станом на 2001 рік)

## Населені пункти
Сільській раді підпорядковані населені пункти:
- с. Рідкодуб
- с. Васильцівка
- с. Водяне
- с. Плескачівка
- с. Путникове

### Колишні населені пункти
- Березове, зняте з обліку 1998 року.

## Склад ради
Рада складається з 14 депутатів та голови.
- Голова ради: Павленко Олена Петрівна
- Секретар ради: Янченко Надія Михайлівна

### Керівний склад попередніх скликань
| Прізвище, ім'я, по батькові | Основні відомості                                                 | Дата обрання | Дата звільнення |
| --------------------------- | ----------------------------------------------------------------- | ------------ | --------------- |
| Лазарєв Микола Миколайович  | Сільський голова, 1958 року народження, безпартійний              | 26.03.2006   | 31.10.2010      |
| Павленко Олена Петрівна     | Сільський голова, 1963 року народження, освіта вища, позапартійна | 31.10.2010   | -               |
| Лазарєв Микола Миколайович  | Сільський голова, 1958 року народження, безпартійний              | -            | -               |

Примітка: таблиця складена за даними сайту Верховної Ради України

### Депутати
За результатами місцевих виборів 2010 року депутатами ради стали:

#### За суб'єктами висування
| Суб'єкт висування                                       | Кількість обраних депутатів | %    |
| ------------------------------------------------------- | --------------------------- | ---- |
| Партія регіонів                                         | 8                           | 57,1 |
| Політична партія Всеукраїнське об'єднання «Батьківщина» | 2                           | 14,3 |
| Політична партія «Сильна Україна»                       | 2                           | 14,3 |
| Самовисування                                           | 2                           | 14,3 |

#### За округами
| № округу                                                | Прізвище, ім'я, по батькові    | Дата визнання обраним | Освіта             | Партійна приналежність            | Відомості про обраного депутата               |
| ------------------------------------------------------- | ------------------------------ | --------------------- | ------------------ | --------------------------------- | --------------------------------------------- |
| Партія регіонів                                         |                                |                       |                    |                                   |                                               |
| 1                                                       | Рєзніченко Павло Миколайович   | 03.11.2010            | вища               | член Партії регіонів              | СПД Сковронський МО, експерт                  |
| 2                                                       | Лазарєв Микола Миколайович     | 03.11.2010            | вища               | позапартійний                     | Рідкодубівська с/р, сільський голова          |
| 5                                                       | Ковальчук Микола Миколайович   | 03.11.2010            | середня спеціальна | позапартійний                     | тимчасово не працює                           |
| 6                                                       | Василець Олександр Миколайович | 03.11.2010            | середня спеціальна | позапартійний                     | пенсіонер                                     |
| 7                                                       | Опаленик Михайло Степанович    | 03.11.2010            | середня            | позапартійний                     | ТОВ «Лоту ре-агро», комірник                  |
| 8                                                       | Янченко Надія Михайлівна       | 03.11.2010            | вища               | позапартійна                      | Рідкодубівська сільська рада, секретар        |
| 13                                                      | Строєв Олександр Миколайович   | 03.11.2010            | вища               | позапартійний                     | Рідкодубівська загальноосвітня школа, вчитель |
| 14                                                      | Кисіль Клавдія Іванівна        | 03.11.2010            | середня            | позапартійна                      | пенсіонер                                     |
| Політична партія Всеукраїнське об'єднання «Батьківщина» |                                |                       |                    |                                   |                                               |
| 4                                                       | Кисіль Олександр Сергійович    | 03.11.2010            | середня спеціальна | позапартійний                     | тимчасово не працює                           |
| 10                                                      | Дорошенко Федір Іванович       | 03.11.2010            | середня            | позапартійний                     | тимчасово не працює                           |
| Політична партія «Сильна Україна»                       |                                |                       |                    |                                   |                                               |
| 3                                                       | Янченко Леонід Миколайович     | 03.11.2010            | вища               | позапартійний                     | ТОВ «Лоту ре-агро», агроном                   |
| 12                                                      | Васильцов Павло Олексійович    | 03.11.2010            | середня спеціальна | позапартійний                     | ТОВ «Лоту ре-агро», механізатор               |
| Самовисування                                           |                                |                       |                    |                                   |                                               |
| 9                                                       | Рябенко Володимир Миколайович  | 03.11.2010            | середня спеціальна | член Комуністичної партії України | ТОВ «Лоту ре-агро», інженер                   |
| 11                                                      | Фомін Сергій Олексійович       | 03.11.2010            | середня спеціальна | член Комуністичної партії України | ТОВ «Лоту ре-агро», механік                   |